# La petite chambre
La petite chambre è un film del 2010 diretto da Stéphanie Chuat e Véronique Reymond.